# Louhisaari (ö i Norra Karelen, Joensuu, lat 62,57, long 28,95)
Louhisaari är en ö i Finland. Den ligger i sjön Juojärvi och i kommunen Libelits i den ekonomiska regionen  Joensuu ekonomiska region  och landskapet Norra Karelen, i den sydöstra delen av landet, 300 km nordost om huvudstaden Helsingfors. Öns area är 0,1 hektar och dess största längd är 50 meter i nord-sydlig riktning.